# 6216 San Jose
6216 San Jose è un asteroide della fascia principale. Scoperto nel 1975, presenta un'orbita caratterizzata da un semiasse maggiore pari a 2,7535136 UA e da un'eccentricità di 0,1013885, inclinata di 3,77633° rispetto all'eclittica.